# 망진산
망진산(望鎭山/望晉山)은 대한민국 경상남도 진주시에 위치한 산이다. 고려 때 어느 충신이 역적으로 몰려 귀양 오게 되자 나라를 걱정하며 이 산에 올라 북쪽을 바라보았다고 하여 망경산(望京山)이라고도 한다.

## 방송 송신 시설
| 디지털TV |                   |          |          |       |                                                  |
| 가상채널 | 방송국명          | 호출부호 | 물리채널 | 출력  | 가시청권                                         |
| CH 6-1   | KNN DTV           | HLDG-DTV | CH 19    | 1㎾   | 진주, 사천 일부                                  |
| CH 7-1   | KBS창원 DTV2      | HLKD-DTV | CH 23    | 1㎾   | 진주, 사천 일부                                  |
| CH 9-1   | KBS진주 DTV1      | HLCJ-DTV | CH 20    | 1㎾   | 진주, 사천 일부                                  |
| CH 10-1  | EBS 1TV           | HLQL-DTV | CH 31    | 1㎾   | 진주, 사천 일부                                  |
| CH 10-2  | EBS 2TV           | HLQL-DTV | CH 31    | 1㎾   | 진주, 사천 일부                                  |
| CH 11-1  | MBC경남 진주 DTV  | HLAK-DTV | CH 21    | 1㎾   | 진주, 사천 일부                                  |
| FM라디오 |                   |          |          |       |                                                  |
| 주파수   | 방송국명          | 호출부호 |          | 출력  | 가시청권                                         |
| 89.3MHz  | KBS진주 음악FM    | HLCJ-FM  |          | 1㎾   | 진주, 사천 일부, 산청 일부, 하동 일부, 남해 일부 |
| 90.3MHz  | KBS진주 제1라디오 | HLCJ-SFM |          | 1㎾   | 진주, 사천 일부, 산청 일부, 하동 일부, 남해 일부 |
| 94.1MHz  | 경남CBS 표준FM    | HLCC-FM  |          | 250W  | 진주, 사천 일부, 산청 일부, 하동 일부, 남해 일부 |
| 97.7MHz  | MBC경남 진주 FM4U | HLAK-FM  |          | 1㎾   | 진주, 사천 일부, 산청 일부, 하동 일부, 남해 일부 |
| 101.5MHz | EBS FM            | HLQL-FM  |          | 0.5㎾ | 진주, 사천 일부, 산청 일부, 하동 일부, 남해 일부 |